# Feitoria Portuguesa de Antuérpia
A feitoria em Antuérpia, também referida como feitoria da Flandres, foi uma feitoria portuguesa instalada em Antuérpia para administrar o comércio e distribuição dos produtos vindos do oriente na Europa. Fundada pouco depois da chegada à Índia, funcionou como extensão da Casa da Índia entre 1508 e 1549, resultando da transferência para a Flandres de uma anterior feitoria portuguesa existente em Bruges. A feitoria portuguesa deu um importante contributo para o florescimento de Antuérpia, projectando esta cidade como centro da "economia do mundo" no século XVI.

## Antecedentes: a feitoria de Bruges
As referências às relações comerciais entre Portugal e o Condado da Flandres datam de meados do século XIII, com a alusão a portugueses na feira de Lille em 1267. Assim, a 10 de Maio de 1293, o rei D. Dinis de Portugal instituiu uma bolsa de comércio destinada aos mercadores portugueses que viviam na Flandres, os quais se obrigavam ao pagamento de determinadas quantias, segundo a tonelagem da embarcação, que revertiam a seu favor em caso de necessidade.
Devido à intensificação das relações comerciais, em 26 de Dezembro de 1411 foram concedidos pelo Duque de Borgonha privilégios aos portugueses que se encontravam na Flandres, no que dizia respeito à pesagem de mercadorias, carga e descarga das mesmas nos diversos portos, ao porte de armas e à garantia das operações com cambistas.
A 10 de Janeiro de 1430, Isabel de Portugal filha de D. João I e Filipa de Lencastre, única irmã na chamada ínclita geração, casou em Bruges com Filipe III, Duque de Borgonha e conde da Flandres, cujos domínios se estendiam já a Antuérpia. Consigo vieram mais 2 mil portugueses, que desenvolveram grande actividade no comércio, finanças e artes. Isabel (1397-1471), naquela que era a mais rica e refinada corte europeia de então, foi mecenas das artes, representou o marido em várias missões diplomáticas, e exerceu a sua influência sobre o filho Carlos, o Temerário, que o sucederá.
Com o apoio dos portugueses Filipe iniciou um estaleiro para a construção de navios em Bruges.
Os privilégios dos portugueses foram ampliados em 2 de Novembro de 1438 por carta do duque, dada em Bruxelas, pela qual concedeu aos mercadores portugueses a possibilidade de elegerem cônsules com atribuições jurídicas, já que conheciam e julgavam os pleitos, quando originados entre os portugueses, com apelação e agravo para os juízes da terra. Foi-lhes, também, dado poder para impor multas a todos aqueles que não os acatassem, adquirindo, assim, jurisdição cível completa sobre a comunidade portuguesa, que se regia por estatutos próprios.
Em 1445  foi construída a casa da Feitoria de Bruges.

## A feitoria real em Antuérpia
No fim do século XV o canal Zwin, no porto de Bruges, começou a ficar assoreado. O porto que fora responsável pela prosperidade da cidade, que entretanto desenvolvera o mais sofisticado mercado financeiro dos Países Baixos, atraindo artistas, banqueiros e personalidades proeminentes de toda a Europa, seria rapidamente ultrapassado por Antuérpia como o centro económico dos Países-Baixos.
Em 1488 o duque da Borgonha Maximiliano I concedeu às nações estrangeiras amplos privilégios para que abandonassem a cidade de Bruges e privilégios especiais a todos os estrangeiros que se fixassem em Antuérpia. Antuérpia passou assim a ter uma colónia de mercadores portugueses que, durante os problemas políticos da Flandres, ao contrário de Bruges, se lhe mantivera fiel.
Desse modo, em 1499 a feitoria real portuguesa mudou-se para Antuérpia, com toda a comunidade de mercadores portugueses.
Em 1510, a comunidade portuguesa foi agraciada com o estatuto de nação mais favorecida, obtendo privilégios especialmente no que dizia respeito à jurisdição dos dois cônsules, eleitos anualmente no decurso da Epifania, podendo por vezes um destes ser feitor real. Estes privilégios dos portugueses seriam reconhecidos e renovados posteriormente em 1539, 1542, 1545, e 1554,
No século XVI a feitoria desempenhou um importante papel como entreposto comercial, onde se vendiam produtos oriundos das Ilhas Atlânticas, de África, do Oriente e de Portugal em troca de metais, artilharia e tecidos da Europa.
O feitor real português em Antuérpia, era ao mesmo tempo um diplomata e um agente económico. Por exemplo, cite-se o caso de Tomé Lopes, que foi embaixador junto de Maximiliano e, posteriormente, feitor.
Anualmente, eram eleitos dois cônsules, e um deles acumulava, por vezes, o cargo de feitor real. Os cônsules administravam o armazém, vendiam as mercadorias, faziam a sua identificação e recuperação em caso de pirataria ou naufrágio, determinavam o montante dos prémios a pagar pelos seguros, e dirigiam a assembléia de mercadores. O cônsul tinha funções de diplomata e de agente económico e era coadjuvado por um secretário e por um tesoureiro, que eram agentes reais e, simultaneamente, eleitos pela nação.
Estes administravam os armazéns e vendiam as mercadorias neles existentes, após tê-las marcado com siglas. Faziam também diligências para a recuperação daquelas que se perdiam, e chegavam inclusivamente a determinar o montante dos prémios das seguradoras. Convocavam e presidiam à assembleia dos mercadores; na sua actuação eram coadjuvados por um secretário e um tesoureiro.
Para a manutenção da casa da nação os mercadores eram obrigados ao pagamento de um grosso por libra sobre o valor das mercadorias importadas e exportadas, quantia destinada a fazer face às despesas de pagamento dos funcionários e do albergue de marinheiros que se encontrassem desempregados.
Em 1523 Damião de Góis foi colocado por D. João III como secretário da Feitoria portuguesa em Antuérpia, também em atenção à sua ascendência flamenga.
Em 1526, a população portuguesa fixada em Antuérpia foi aumentada com a chegada dos "Marranos", portugueses de origem judaica, fugidos da perseguição em Portugal, que se foram tornando maioritários nesta população de origem portuguesa.

## Declínio e encerramento
Com o decorrer dos anos a feitoria foi acumulando um enorme passivo, razão pela qual João III de Portugal se viu obrigado a encerrar as suas operações, o que determinou por Carta Régia de 15 de Fevereiro de 1549, ordenando o regresso ao Reino do feitor João Rebelo e mais oficiais da feitoria.
No entanto, no reinado de D. Sebastião, Jorge Pinto foi provido no cargo de cônsul da casa da nação portuguesa, parecendo que a mesma casa passou a ter algumas das atribuições da feitoria.
A fundação da Companhia Neerlandesa das Índias Orientais e as lutas entre Portugueses e Neerlandeses no Oriente provocariam a decadência da feitoria.
Por volta de 1576, cerca de um quinto desta população saiu de Antuérpia para Colónia, devido a alterações operadas nos Países Baixos com a guerra da independência da Holanda. Mas a feitoria, de qualquer modo, continuou a desempenhar um importante papel, só vindo a desaparecer em 1795.